# Verwaltungsgemeinschaft Eisingen
Die Verwaltungsgemeinschaft Eisingen im unterfränkischen Landkreis Würzburg bestand vom 1. Januar 1980 bis 31. Dezember 1989 aus den Gemeinden Eisingen und Waldbrunn; beide Kommunen gehörten zuvor der Verwaltungsgemeinschaft Kist an.
Die Verwaltungsgemeinschaft Eisingen wurde mit Wirkung ab 1. Januar 1990 wieder aufgelöst, beide Gemeinden verwalten sich seither als Einheitsgemeinden selbst.
Sitz der Verwaltungsgemeinschaft war Eisingen. 